# Großräschen
Großräschen is een plaats in de Duitse deelstaat Brandenburg, gelegen in de Landkreis Oberspreewald-Lausitz. De stad telt 8.455 inwoners.

## Geografie
Großräschen heeft een oppervlakte van 81,29 km² en ligt in het oosten van Duitsland.
Altdöbern ·
Bronkow ·
Calau ·
Frauendorf ·
Großkmehlen ·
Großräschen ·
Grünewald ·
Guteborn ·
Hermsdorf ·
Hohenbocka ·
Kroppen ·
Lauchhammer ·
Lindenau ·
Lübbenau ·
Luckaitztal ·
Neu-Seeland ·
Neupetershain ·
Ortrand ·
Ruhland ·
Schipkau ·
Schwarzbach ·
Schwarzheide ·
Senftenberg ·
Tettau ·
Vetschau/Spreewald